# Dan Ndoye
Dan Ndoye, né le 25 octobre 2000 à Nyon, est un footballeur international suisse qui évolue au poste d'ailier droit à Nottingham Forest.

## Biographie

### Carrière en club

#### FC Lausanne (2018-2020)
Né à Nyon d'une mère suisse et d'un père sénégalais, il grandit à Saint-Prex ainsi qu'à Rolle et a joué pour le FC Amical St-Prex et le FC Bursins-Rolle-Perroy, il rejoint dès sa prime enfance l'académie du FC Lausanne. Au fil des années, il gravit les différents échelons du club, jusqu'à intégrer une première fois l'équipe senior le 4 août 2018,,,.
Il joue son premier match en Challenge League — la deuxième division suisse — le 8 février 2019, lors d'un déplacement au Liechtenstein contre le FC Vaduz aboutissant à un match nul 2-2, où il s'illustre déjà par son apport offensif après son entrée à la 71e minute. Il inscrit son premier but cinq jours plus tard, le dernier d'une victoire 3-2 de son équipe, lors de la réception du SC Kriens en championnat. Le 20 avril 2019 il rentre sur la pelouse du FC Chiasso à 17 minutes de la fin d'un match où son équipe mène 2-0 et marque un doublé permettant de porter le score à 5-0.
Enchainant les performances avec le club de Suisse romande jusqu'à la fin de l'année 2019, et se voyant courtisé par plusieurs clubs étrangers, il est finalement transféré à l'OGC Nice le 27 janvier 2020, restant à Lausanne en prêt jusqu'à la fin de la saison,.
Avec son club formateur il continue ainsi à s'illustrer, notamment à la reprise du championnat en juin, dans un contexte de covid-19, où le LS termine champion de 2e division, assurant sa promotion à l'échelon supérieur,,,.

#### OGC Nice (2020-2022)
Il joue son premier match en Ligue 1 le 23 août 2020, lors de la réception du Racing Club de Lens, où il assure la victoire 2-1 des siens, aux côtés de son compatriote Jordan Lotomba qui joue lui aussi son premier match avec les Niçois,.
Cette même saison, il participe à la phase de groupe de la Ligue Europa. Malgré deux buts inscrits, sur la pelouse du Slavia Prague et lors de la réception du Bayer Leverkusen, ils enregistrent cinq défaites dans cette compétition,.
En Ligue 1, malgré une saison bien en deçà des attentes de l'ambitieux nouveau propriétaire Jim Ratcliffe, Ndoye fait partie des quelques satisfactions du club azuréen, enchainant les matchs et cumulant ainsi déjà 18 matchs pour 3 buts avant la trêve hivernale. En décembre, il marque notamment son premier but contre le Nîmes Olympique, permettant à son équipe de l'emporter 0-2 à l'extérieur.

#### FC Bâle (2021-2023)
Le 31 août 2021, il revient en Suisse au FC Bâle pour un prêt avec obligation d'achat après cinq matchs.

#### Bologne FC (2023-2025)
Le 14 août 2023, il s’engage pour les quatre prochaines saisons avec Bologne FC, avec une année supplémentaire en option pour un montant de 12 millions d’euros.
En mai 2025, le Bologne FC remporte pour la troisième fois de son histoire la Coupe d’Italie (51 ans après son dernier titre dans la compétition),. À Rome, l'équipe ont battu l’AC Milan 1-0 grâce à un but du joueur suisse,. Il a inscrit la seule et unique réussite de la rencontre à la 53e et est nommé homme du match à la fin de la rencontre.
Fin juillet 2025, il quitte le club, le Bologne FC et la Serie A pour la Premier League.

#### Nottingham Forest (depuis 2025)
Le 31 juillet 2025, il rejoint la Premier League et le Nottingham Forest pour une entente de contrat de cinq ans. Le même jour, le club annonce qu'il portera le numéro 14.

### Carrière en sélection

#### Avec les équipes jeunes
International avec les moins de 19 ans suisse, il y inscrit trois buts, contre l'Allemagne, le Danemark et la France.
Le 7 juin 2019, il reçoit sa première sélection avec les espoirs, lors d'une rencontre amicale face à la Slovénie, se concluant par une défaite 2-1. Il participe ensuite aux éliminatoires de l'Euro espoirs 2021 et inscrit quatre buts, contre le Liechtenstein, la Géorgie et la Slovaquie à deux reprises. Il est toutefois écarté de la sélection en novembre 2020, ayant contracté la Covid-19.

#### Avec l'équipe A
En juin 2024, il figure dans la liste de 26 joueurs appelés par Murat Yakın pour l'Euro 2024. Le 23 juin, il inscrit son tout premier but en sélection lors du dernier match de poules de la Nati face à l'Allemagne mais ne peut empêcher le match nul de son équipe sur le score de 1-1.

## Style de jeu
Ailier droit à la polyvalence notable, il peut également être utilisé comme milieu de terrain. Mais c'est sur les flancs qu'il semble donner le meilleur de lui-même grâce à une vitesse élevée qui — combinée à des facilités dans l'exercice du dribble — lui permet d'être régulièrement décisif, autant dans la finition que les passes qui créent des occasions de but,,.

## Palmarès
| FC Lausanne - Challenge League - Champion en 2020 | Bologne FC - Coupe d'Italie - Vainqueur en 2025, |